# 澳洲工黨

澳大利亞工黨舊標誌

澳大利亚工党（英語：Australian Labor Party），簡稱工黨（ALP），是澳大利亚历史最悠久的社會民主主義政党，政治立場中間偏左。工黨是澳洲兩大政黨之一，其長期競爭對手是中間偏右的保守派自由党-國家黨聯盟。工黨建黨于1891年，为進步聯盟成员。自2019年5月起至今，该黨领袖是众议院议员安東尼·艾班尼斯，副领袖为众议院议员理查德·马尔斯。该党是澳大利亚当下的执政党（自2022年5月始），党领袖安东尼·阿尔巴内塞和副领袖理查德·马尔斯目前是联邦政府的正、副总理。
澳大利亚工党被认为是澳大利亚劳工階層的代表，其歷史可以追溯到從1891年開始勞工運動組織在澳洲的各英屬殖民地建立的政黨組織，比澳大利亞聯邦成立還要早10年，是澳大利亞現有政黨中歷史最悠久的。澳大利亚工党是世界上第一個在全國範圍内執政的工黨，自1904年首次在聯邦政府執政后屢次執政，在第一次世界大戰和第二次世界大戰等關鍵歷史時刻領導了澳大利亞。20世紀最長的執政時期在1983年—1996年，亦即鲍勃·霍克及保罗·基廷執政時期，執政長達13年。
进入21世纪后，工党曾于2007至2013年在联邦层面执政，彼时陆克文和朱莉亚·吉拉德分别出任过党首及联邦总理，朱莉亚·吉拉德更是成为了该国有史以来的第一位女性总理及政党领袖。2013年，工党在联邦大选中被联盟党击败，下野成为反对党。2022年，在联邦大选中擊敗联盟党，再度上台成為執政黨至今。
類似其他左翼政黨，工黨的黨組織由全國執行委員會領導，全國執委會的首腦是工黨主席，下設兩個副主席，一個書記。全國執委會和黨主席、副主席的實際職責主要在黨組織方面，而黨在聯邦或州層面的政治決策則由當選該級政府議員的黨員組成的議會黨團決定。議會黨團選出的首腦是黨魁，是工黨的實際政治領袖，並出任總理或州長（執政時）或反對黨領袖（在野時）。
工黨的黨章將其定義為民主社會主義政黨，但近年的實際政策更偏向于社會民主主義理念。現在的工黨自定義為“包括改革分子、進步分子、社會自由主義者、社會民主主義者、民主社會主義者的聯盟，由對社會不公平的批判、對更公正和公平的社會以及用民主手段達到此目的的承諾團結在一起。”
截至2024年9月，在澳大利亚的六个州和两个领地中，除了塔斯马尼亚州（澳大利亚自由党）和北领地（北领地乡村自由党）以外，其余的州级和领地政府均由工党执政。

## 名称
澳大利亚工党的拼写采用美式英语的labor而非英式英语的labour，这是因为十九世纪的澳大利亚劳工运动深受美国出版物的影响，而且美式拼写象征着与英国传统的决裂。这一拼写于1912年正式确立，此前两种拼写方式曾经交替使用。

## 历史

### 初创至二战时代

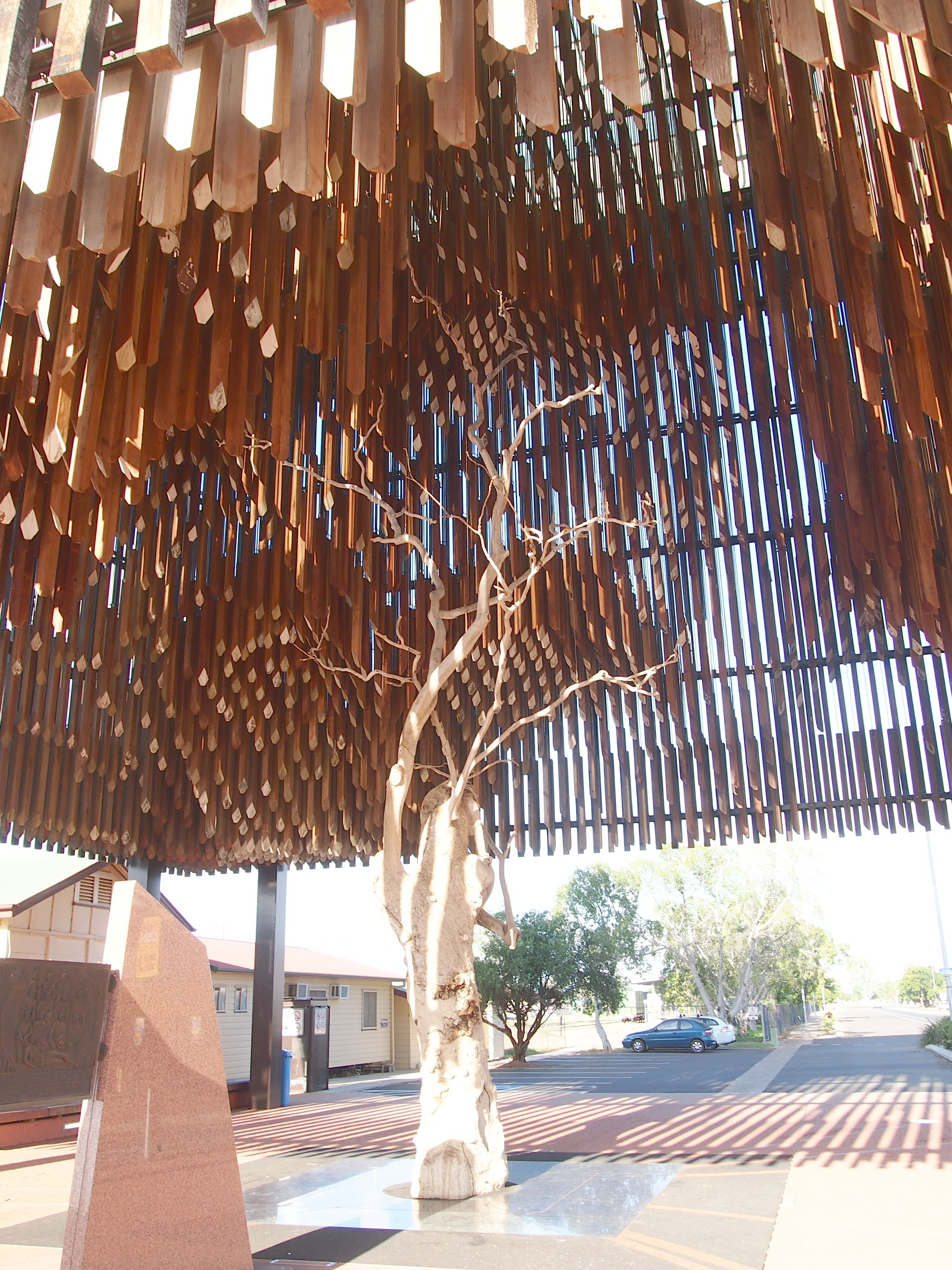
“智慧樹”殘段，現在被作爲紀念物保存

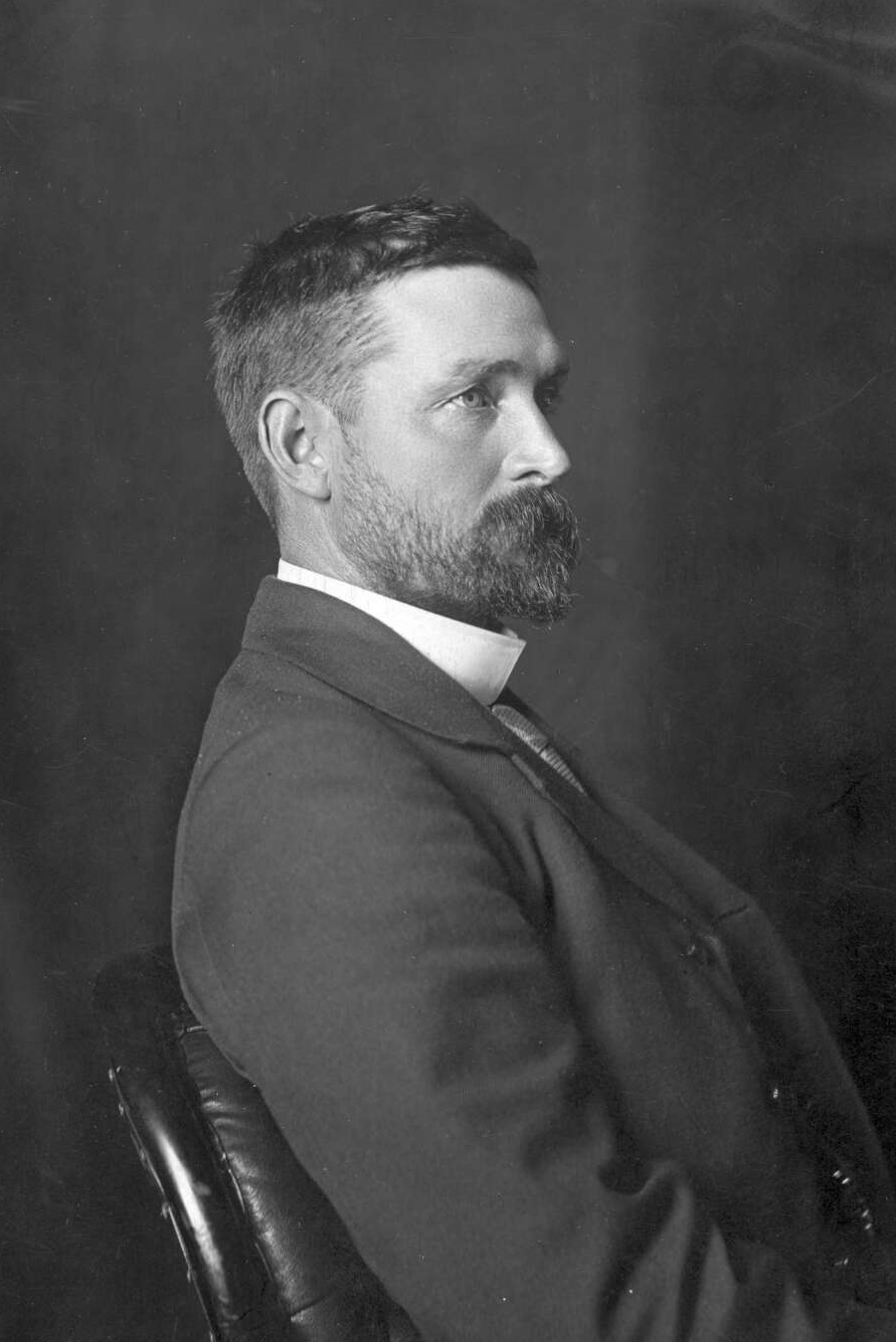
聯邦工党首任党首，1904年总理克里斯·沃森

19世紀末，随着澳大利亞劳工运动的发展，劳工运动組織開始醖釀組黨參政。根據工黨的傳統説法，1891年昆士蘭的剪羊毛工人罷工時，在一棵桉樹下開會成立了工黨，這棵樹後來被稱爲“智慧樹”。此後，工黨在澳洲的各殖民地建立了黨部，並開始參加議會選舉。
1891年，工党在新南威尔士和南澳州分别成立了最早的殖民地级议会党团，1893年在昆士兰也组成议会党团。工党参加的第一次选举是1891年的新南威尔士立法院选举，工党（新南威尔士工党时称“新南威尔士劳工选举同盟”）夺得141席中的35席。同年在南澳州，南澳工党（时称“联合工党”）夺得立法局3席，1892年再夺得立法院一席。1899年工党首次组阁，在昆士兰组建少数政府，但仅维持一周就由于保守党派的联合反对总辞。
1901年澳大利亚联邦成立后，聯邦工党开始政治活動並参与联邦大选。1901年5月8日，入選第一屆聯邦議會的工黨議員在墨爾本國會大廈（當時的聯邦議會駐地）召開第一次議會黨團會議，聯邦工党正式成立（不過聯邦黨組織要在此後數年内才逐漸建立），工黨成为澳大利亚現存歷史最悠久的政党。
聯邦初建時工黨是國會内的第三大黨，大致支持執政的保護主義黨，反對主要在野黨自由貿易黨。1904年，工党在克里斯·沃森领导下，组建了一屆少数派政府，虽然这屆政府只维持了4个月，但成为了澳大利亚乃至世界第一个執政的工党政府。随后在1908-09年，新任工党领袖安德鲁·费希尔也组建了一屆少数政府。在1910年大选中，工党成爲了澳大利亚史上第一个在聯邦議會取得一個議院中的絕對多數席位的政黨，成功組閣成爲澳大利亞的第一屆多數政府。此後的幾年内工黨也在除維多利亞州以外的其他各州贏得大選組成多數政府。這樣的選戰成績在當時是各國的社會民主黨所望塵莫及的。其後工黨在聯邦持續執政直到1916年，工黨在徵兵問題上發生分裂，時任總理的黨魁比利·休斯被開除黨籍，而使工黨喪失執政權。
第一次世界大战结束后，受1917年的俄国十月革命影响，工党中对社会主义的支持越来越多，以及受费边社影響，工會和工黨的政治理念更加傾向費邊社會主義。1921年全澳總工會決議呼籲“將工業、生産、經銷和交易社會主義化”，次年工黨聯邦大會也將“社會主義目標”寫入黨章。

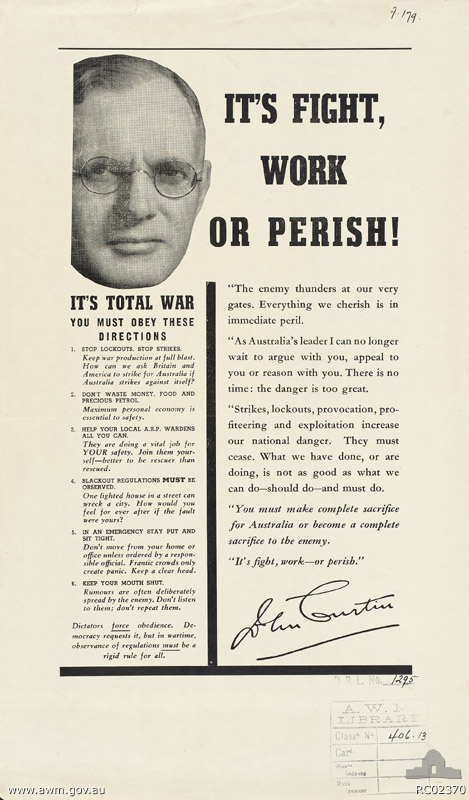
二战中的宣传海报：工党籍总理柯廷告诫全国人民“战斗，工作——否则灭亡”

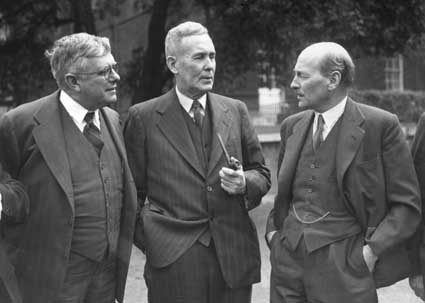
时任工黨党魁班·奇夫利（中）和后来的党魁伊瓦特（左）與英國首相艾德禮（1946年）

此後工黨曾於1929－32年短暫執政。二战爆发后，工党终于迎来了一个机会。1941年，通过两名独立议员的倒戈支持下，工党领袖约翰·柯廷在不信任案中击溃亚瑟·法登的政府，成为新总理。柯廷领导澳大利亚成功度过了多年的太平洋战争，并对促成对战后澳洲产生深远影响的澳美联盟做出很大的贡献。而工党因此在1943年的大选中取得历史性胜利，一举控制众议院三分之二多数，柯廷也成为了澳大利亚历史上公认的最伟大的总理之一。1945年7月，在二战欧洲战场盟军胜利后、战胜日本指日可待的时候，积劳成疾的柯廷在总理任上逝世。班·奇夫利当选为新任工党领袖，并接任总理。在1946年的大选中，奇夫利带领工党顺利保位。1947年，奇夫利政府第一次尝试将工党的社会主义目标付诸实现，政府宣布将通过强制收购把銀行業國有化，但相关法律在实行前就被澳大利亞高等法院宣判違憲。在这次尝试之后，工党虽然继续支持国家建立和经营国有产业（例如国有银行、航空、电讯公司等），但未再尝试将整个行业国有化，并在70年代惠特拉姆领导政府起工党就放棄了国有化政策。在1949年大选中，工党被击败，開始長達23年的在野時期。

### 改革时代
下野后工党党内发生了分裂。随着冷战开始，澳大利亚社會和工黨内部都在對共產主義的态度上发生分裂。
1951年，总理羅伯特·孟席斯爲了炒作共產黨議題，推出取締共產黨的憲法修正案，工黨在時任領袖、前聯合國大會主席H.V.伊瓦特領導下對如此妨礙公民權的修正案予以堅決反對，最後修正案在全民公決中被否決。但不久工黨内部的容共、反共勢力的矛盾也愈發激烈。1955年黨魁伊瓦特與天主教背景的极端反共派系決裂，後者從工党分裂創建“民主工黨”。此後民主工黨在選舉中撥票給自由黨-鄉村黨聯盟，造成被此削弱的工黨被迫长期在野。

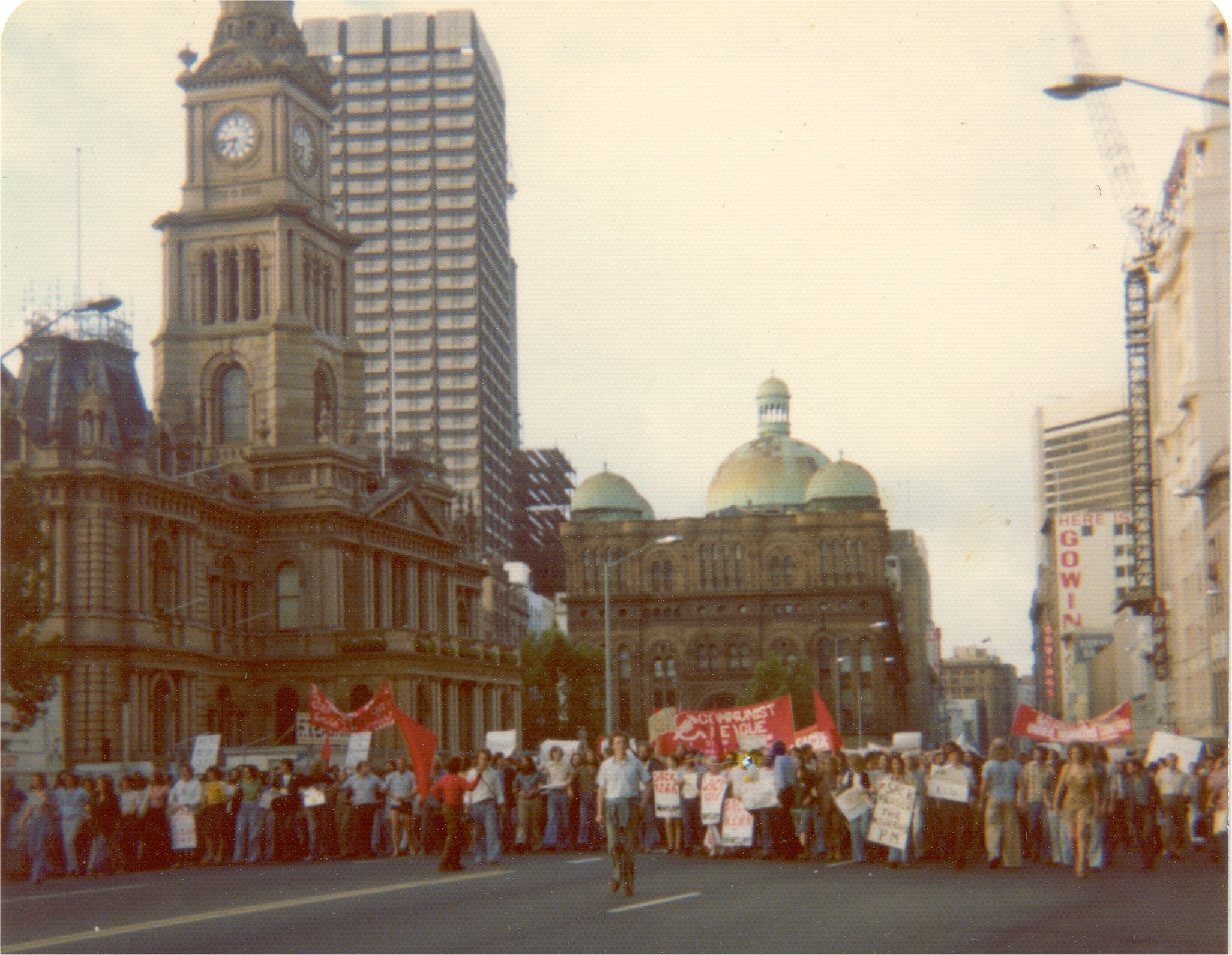
1975年11月11日，工党总理惠特拉姆被总督撤职当天，民众举着红旗、红标语（包括镰刀斧头等标志）走上悉尼街头声援惠特拉姆。

直到1967年，新任党领袖惠特拉姆积极对工党进行改革，1972年惠特拉姆终于领导工党获胜成为总理，而工党經歷23年在野後重新执政。惠特拉姆推行多项新政策，并在其任内促成中國大陸與澳大利亞建交。但由于工党在参议院未过半，無法與保守派聯盟控制的參議院達成通過預算案協議，最终引发了1975年的宪政危机，惠特拉姆被總督罢职，在接下来的大选中，工党未能取得勝利，重新成为反对党。
直到1983年临近到大选时，鲍勃·霍克成为党首，并在随后进行的大选中获胜，从此开始了至今持续最长的13年工党执政時期。而霍克本人也成为任期最长的工党党籍总理，也是澳大利亚史上任期第三长的总理。霍克任内工黨作爲社會民主主義政黨，在當時主導了幾乎不可想像的新自由主義改革，包括匯率浮動改革、金融改革、以及國有企業私有化，這些改革奠定了此後澳大利亞經濟從1992年開始的無衰退的奇跡。但是短期内澳大利亞經濟並沒有逃過1990年代初期全球經濟倒退的影響。1990年，于霍克三度連任後，政府民调下滑，而且经济问题也不断困扰着政府，财政部长基廷两度挑战霍克后，终于成为新任工党领袖。基廷政府繼續霍克政府的改革政策，从根本上转变了澳大利亚的经济，并使工党继續执政。但1996年在时任总理基廷领导下工党在大选中大敗，丧失31席，终被霍华德领导的右翼保守派联盟击败，結束13年執政。

### 21世纪

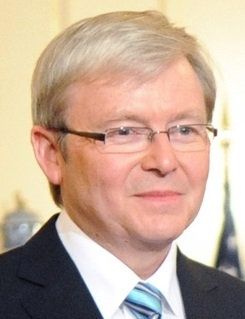
前工党领袖陆克文，2007-2010年、2013年总理

1996年工黨下野結束13年執政后，工党相继换过3位领袖，但在大选中都不敌霍华德。期間僅在1998年大選中，霍华德提前大選，比兹利領導的工黨在普選票上擊敗保守派聯盟，保守派聯盟仍然勝出選舉，但議席減少。及後霍华德因領導保守派聯盟轉向保守主義及經濟自由主義政策，加入美國總統小布什領導的反恐戰爭，支持度上升，並在2001年及2004年連續兩次大選擊敗工黨，成功單獨控制參議院。
2006年12月4日，时任工党议员，影子外交及贸易部长陆克文宣布挑战领袖地位，并以49:39票成为新一任工党领袖，茱莉雅·吉拉德则接任工党副领袖。随后凭借新人上位、民调上升，加上霍華德領導的保守派聯盟政府已執政十一年半，陆克文成功领导工党赢得2007年澳洲大选，一举增加了23席，甚至使总理霍华德以及其他五名内阁部长都落选议员，成功结束了霍华德长达十二年的执政。工党重夺执政权，陆克文在同年12月3日接任联邦总理。陆克文上台后，开始推动多项新政策，包括代表政府签署“京都议定书”，并向“被偷走的一代”的原住民道歉，在金融海嘯中通过政府的经济刺激计划，澳大利亚成为极少数避免了经济危机的发达国家。

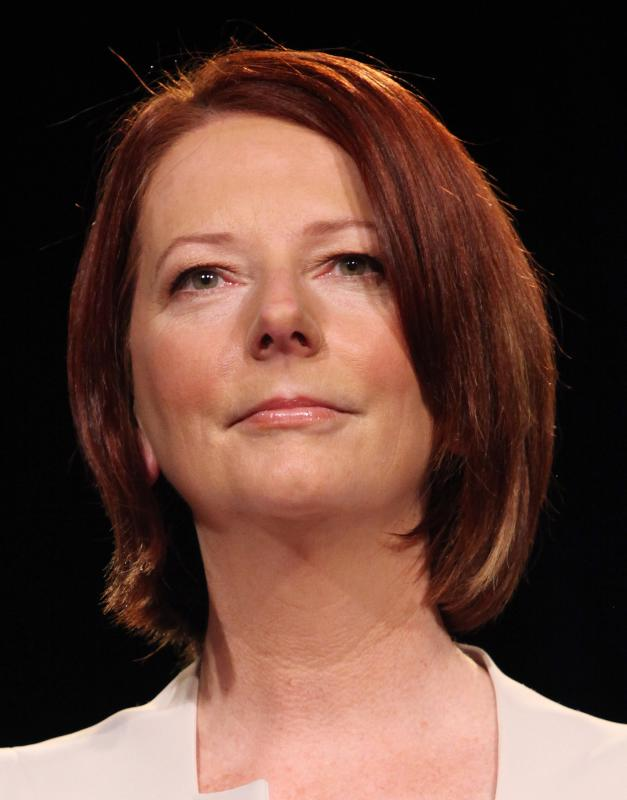
前党首吉拉德，2010-2013年总理

2010年6月24日，在民調一直高企的陆克文出現支持率下滑的現象，吉拉德挑戰陆克文的黨魁地位，陆克文由於失去議會黨團支持宣佈棄選黨魁及下野，無法完成三年任期，吉拉德自動當選党首，随后出任新总理，她也因此成為澳大利亚历史上第一位女总理。随后在吉拉德带领下，因部分工党選民不滿工党領導層，在新一届的联邦大选中選票大幅下降，席次大减，出現懸峙國会，最后在3名独立议员及1位澳大利亚绿党议员的支持下，才勉强组成少數派政府，保住工党的执政黨地位。吉拉德连任后，提出推行碳税，及通过推行备受争议的矿产资源租赁税来替代在陆克文政府时的资源超额利润税，由於要平衡陆克文派系的不滿情緒，故任命陆克文为外交部长。但此後民調中，吉拉德領導的工黨成績長期低迷，且在工黨黨魁的民调上長期落後於陆克文，2012年2月陆克文在黨內部分派系的支持下，挑战吉拉德的领导地位，不过吉拉德在党内議員黨團投票中以71對31票成功保住党领袖及总理一职。此後2013年3月原屬吉拉德派的前黨魁西蒙·克林意圖推舉陆克文再度挑戰黨魁地位，但陆克文拒絕應戰，吉拉德在無挑戰情況下自動獲勝。但由於工党民调低迷，黨内繼續不穩定，2013年6月26日吉拉德被迫再次召集議會黨團進行领导权表決，陸克文應戰並勝出，第二度成爲工党領袖。
重新上任后的陸克文開始整頓黨内的派系問題：由大工會把持的派系政治交易影響了黨内民主並造成了近年的一系列貪污醜聞，因而引起黨内基層和黨外選民的不滿。陸克文首先拿名聲最差的新南威爾士黨部開刀：2013年7月4日，陸克文宣佈工黨聯邦執委會接管新南威爾士黨部30天，协助新州总书记和助理书记对州党部进行全面调查和改革。此外，陸克文还宣布禁止房地产开发商作为工党候选人参选公职。作为党内改革的另一部分，陸克文又在7月8日提出改变党领袖的选举方法，由联邦议会党团选举改为议会党团表决和个人党员投票各占50%比重的方法选举，并且提高撤换领袖的门槛。此外，為阻止之前的工黨黨魁改選重現，他亦把之後的工黨黨魁選舉加入黨員直選的比例，從此黨員可以直選黨魁。
在2013年9月7日举行的2013年澳大利亞聯邦大選中，陆克文领导的工党败选，结束工党6年执政地位。当晚陆克文在宣布接受大选失败的同时宣布辞去党魁职位。虽然工党败选，但根据事后公布的工党内部民调，陆克文的临危受命为工党拯救了至少15个国会席位，保住超過三分之一的議席，根据吉拉德在位时的民调，这些选区都会倒向联盟党，但陆克文出山后这些选区的选局立即改善，最终工党保住这些席位，使得工党能够保存实力，他日再战。
陆克文辭職后，领袖职位由克理斯·宝文代理，同时经过一个月的党内推选过程后，比尔·萧藤击败安東尼·阿爾巴尼西当选党魁。
2016年澳大利亞聯邦大選，工黨取得69席，議席差距與保守派聯盟大幅收窄，這次大選是自1987年以來首次全面改選參眾兩院全部議席。在此后的2019年澳大利亚联邦大选中工党再次落败，这一结果与选前民调预期相左，出乎政界和媒体的预期。大选后萧藤辞去党魁职务，阿尔巴尼西赢得党内选举继任。
2022年5月，阿尔巴尼斯领导的工党在联邦大选中击败时任总理斯科特·莫里森领导的自由-国家联盟取得执政地位，结束了九年的在野生涯。

## 理念
工黨通常被稱爲社會民主主義政黨，而其黨章將其定義為民主社會主義政黨。和其他民主社會主義政黨類似，工黨參加的國際組織是進步聯盟（2014年以前是社會党國際），其代表色是紅色。但近年工黨的實際政策更偏向于社會自由主義和社會民主主義理念。現在的工黨自定義為“包括改革分子、激進分子、進步分子、社會民主主義者和民主社會主義者的聯盟，團結在對社會不公平的批判、對更公正和公平的社會以及用民主手段達到此目的的承諾。”
工黨是由勞工運動創建的，因此其政治立場根本上是代表勞工運動的立場和利益的。因此勞工運動内的政治訴求很大程度上影響了工黨的實際政策。歷史上，在1972年前，工黨曾支持高關稅、強制兵役、白澳政策、產業國有化和孤立主义，1972年後，工黨放棄白澳政策，轉為支持自由貿易、低關稅、多元文化主義、私有化和國際主義。不變的是工黨支持福利國家，保護勞工階級及提高大衆生活水平的信條。1949年時任黨魁、總理奇夫利這樣解釋勞工運動的涵義：
|              | （一個）偉大目標——山上的明燈——是我們爲了人類的進步力求達到的...（工黨要）為人民帶來更好的東西、更高的生活水平，為人民群衆帶來更大的幸福。 |
| ——班· 奇夫利 | |

工黨的政策指引是黨的綱領，每三年由黨的全國大會審訂。現行綱領表示“工黨的傳統價值會始終是澳大利亞人可以信賴的不變數”。雖然工黨完全承諾支持市場經濟，但“工黨相信，全國政府作爲所有澳大利亞人真正擁有並通過選舉權控制的唯一機構，應扮演更大的角色”。工黨“不會讓變革的得利在越來越少的手中積累，或只在擁有特權的社區裏存在。得利必須由所有澳大利亞人和所有地區分享”。此外，綱領還表示工黨“信仰所有人應得的尊嚴和尊重都是平等的，並應當得到平等機會來實現他們的潛能。”工黨認爲“政府在確保公平上扮演至關重要的角色：確保平等機會、消除無理的歧視、將財富、收入和地位更公平的分配。”綱領的其他部分還指出工黨支持平等、人權、勞工權利和民主。
綱領是指導性文件，工黨政府施政時在綱領下有相當的政策自由度，但政府不能推行和綱領直接矛盾的政策。例如霍克政府推行私有化改革時，當時的綱領是支持國有化、反對私有化的，所以必須先召開全國大會特别會議審議修改綱領，然後政府才得以推行私有化政策。
在澳大利亞國體和共和議題上，工黨意見不一，多數派是支持澳大利亞從英國完全獨立、支持共和的，這在現行綱領中也得到反映。工黨還有拒絕王家封賞的傳統。歷年的工黨總理都拒絕王室按照慣例給予總理的英國或王室勛位，1996年卸任的總理基廷甚至拒絕了女王提出的澳大利亞勛位制度下的勛位。

## 組織結構

### 黨務組織
澳大利亞工黨自稱爲“民主聯盟”制政黨，指的是其成員由個人黨員和作爲集體黨員的關聯工會組織組成。個人黨員和集體黨員一起決定黨的總綱領、選舉黨的領導並決定代表黨競逐選舉的候選人。澳大利亞多數的工會都是工黨的關聯工會組織，他們按照自身的會員數繳納黨費。工會繳納的黨費是工黨收入的一大部分。任何澳大利亞居民都可以成爲個人黨員。個人黨員的黨費則按照收入比例繳納。工黨現有約35,000個人黨員，但黨員人數會依工黨在選舉中的表現浮動。
地域組織上，工黨有六個州黨部和兩個領地黨部，分別對應澳大利亞的州和大陸領地，各州級黨部下轄地方支部。個人黨員參加地方支部。一般個人黨員須要一年參加至少一次地方支部會議，不過各黨部的規定有所不同。實際定期參加地方支部會議的只有一小部分特別活躍的黨員，多數黨員只有選舉期間才會參加黨務活動。
工黨的黨組織由全國執行委員會領導，各州級黨部有州級執行委員會。全國執委會的首腦是工黨主席（英語：President），2003年以來的制度是由全國個人黨員直接選舉由三人組成的主席和副主席團隊，任期三年（2003年以前主席由全國大會選舉產生）。此外各州級黨部有州級主席和州級縂書記。2018年当选的現任全國主席是韋恩·斯旺，副主席是馬克·巴特勒和米希－艾爾·邁爾斯（英語：Mich-Elle Myers）。現任工黨全國書記是諾亞·卡洛（英語：Noah Carroll）。全國執委會和黨主席、副主席的實際職責主要在黨組織方面，並負責調停内部糾紛。選舉主席、書記，綱領政策決策和候選人提名都不由黨領導組織負責。全国书记和各州级总书记是各级党部的实际负责人，负责党内纪律，竞选时担任竞选主任。黨主席、書記等也一般不會兼任議員、部長等政治職務，更不會兼任政府文官制内的公務員。
工黨全國大會大约每三年召開一次，最近一次是2023年，出席黨員是代表各州黨部的個人黨員和工會代表。大會決定了黨在接下去三年内的綱領和政策，並選舉產生全國執委會及書記和其他領導。

### 政治領導

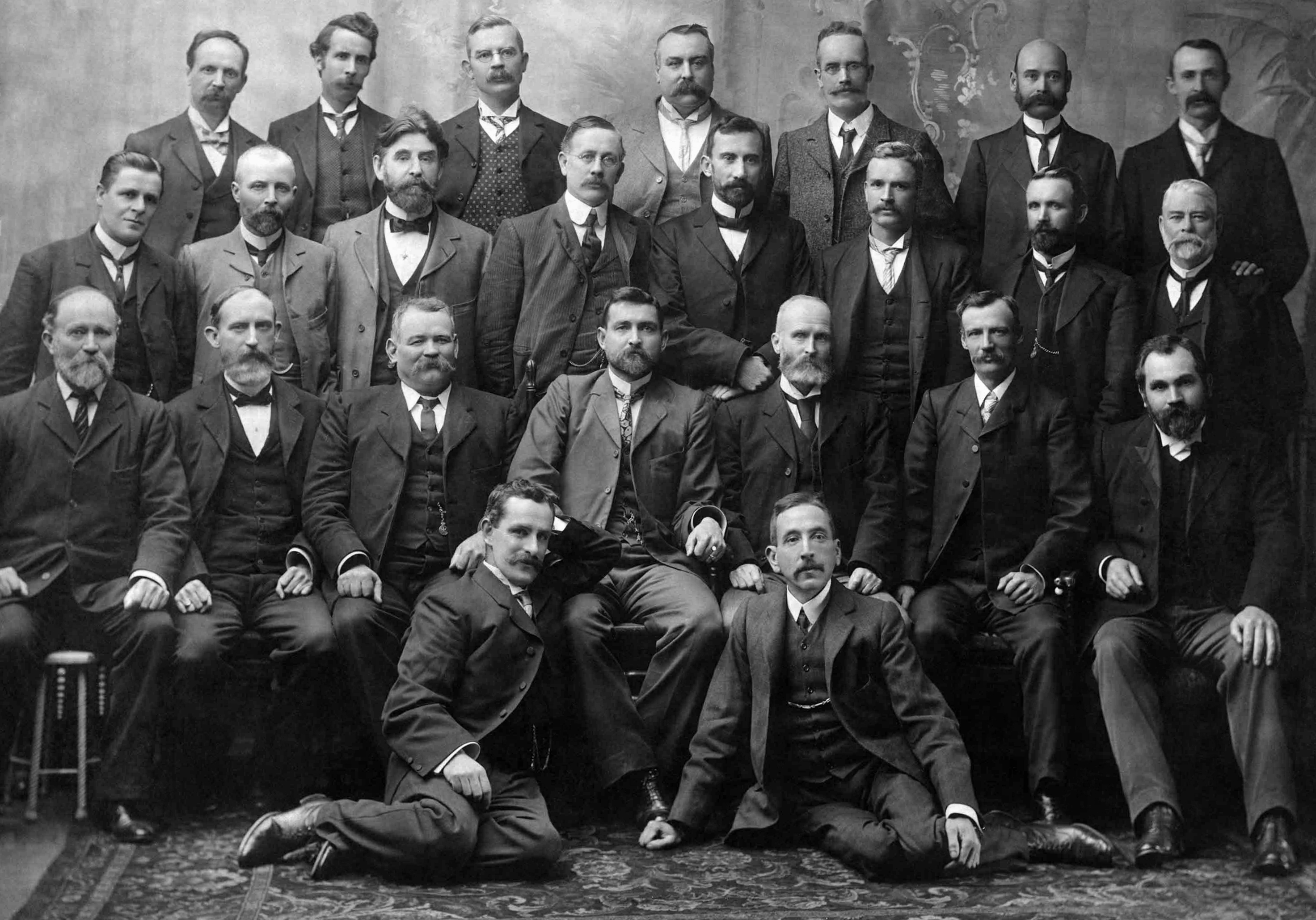
1901年第一屆聯邦議會的工黨黨團，其中後來任黨魁或總理的有：沃森（前排中）、费希尔（中排右三）、休斯（蹲坐右）、都铎（蹲坐左）。

工黨的領導組織只負責黨務，在綱領和長期政策框架下的政治決策則由當選相應級別政府議員的黨員組成的議會黨團決定。各級議會黨團選舉政治領袖，也稱“黨魁”或“黨首”。黨魁是工黨在相應層級的實際政治領袖，一般是下議院議員。工黨執政時，黨魁出任總理或州長，在野時則擔任反對黨領袖。由於黨魁是工黨的實際政治領袖，因此一般所稱“工黨領袖”指的是聯邦工黨黨魁，不是全國主席或書記。目前的工党党魁是安东尼·阿尔巴尼西。现任副党魁是理查德·马尔斯。此外各级议会党团在参议院和众议院各有一名党团领袖，负责组织调度党团在该议院的活动。工党当前在参议院的领袖是黄英贤。阿尔巴尼西、马尔斯和黄英贤因此是联邦工党的三大政治领袖。
党的各级政治领袖往常都是由各级议会的议会党团表决产生，并可通过议会党团表决罢免。如果被罢免的领袖时任总理（州长），按照惯例被罢免后该领袖应立即辞去政府首脑职位。由于2010年及2013年工党相继更换了两任时任总理的领袖，这造成了党内的分裂和部分基层党员及大众的不满，因此2013年党魁陆克文提出新的联邦党魁任免规则。根据新规则，联邦党魁由议会党团和基层党员各占50%比重的表决产生，候选人必须是联邦议会党团成员并获得议会党团20%议员支持方可获提名。工党执政时，除非党魁辞职，必须有议会党团75%的议员请愿，以党魁败坏党的声誉的理由要求撤换，方可进行党魁选举。工党若失去执政权，则在大选失败后立即进行党魁选举。工党在野时，如有议会党团60%的议员请愿，即进行党魁选举。这项改革旨在增强联邦工党领导层的稳定性，更加尊重选民在大选中做出的选择（选出的总理不会轻易被撤换），及增强基层党员参与决定党的领袖。同时，除总理之外的内阁部长的任免权也由总理独断改为议会党团表决，作为对议会党团失去的权利的部分补偿。2013年9-10月的党魁选举已照新规则进行。
工黨參加澳大利亞聯邦和州及領地的選舉，和部分州的地方政府選舉（在工黨不參加選舉的地方，會允許黨員作爲非政黨提名候選人參選）。推舉提名候選人稱爲“預選”。各州和領地黨部對預選候選人的制度有不同的規定，有些由黨員投票決定，有些由州黨代會推舉的委員會或顧問團推舉，有些則兩种方法兼用。被提名的候選人必須簽署宣誓：若當選，在議會内投票必須遵守黨的綱領和議會黨團的決定。此外當選的黨員有時會被要求將工資的一部分捐作黨費，但近年由於公幣資助政黨制度的施行一般不會有這樣的要求。

### 派系
工党内部一直有民主社會主義的左翼和相對偏右的傾向社會自由主義的右翼之分，但20世纪70年代以后党内开始组成有名称、有组织的正式派系，党员可以选择加入，有些还须缴纳党费之外的派系费。现在规模最大的两个派系是“工党右派”（右翼），和“社会主义左派”（左翼）。工党右派（在各州党部也有称作“工党团结派”、“中间团结派”）一般支持自由市场经济政策和与美国的同盟关系，在部分社会议题上保守（部分工黨的右派議員反對同性婚姻合法化），意识形态总体趋向于社會民主主義。工黨內部最偏右的派系仍然屬於廣義左派領域之內的社會自由主義的支持者，雖然不會強烈支持混合經濟、產業民主、民主宏觀調控、累進稅、立法增加基本工資，但是會支持開放包容的多元文化，堅持福利國家的基本底線，工黨右派仍然比自由黨與國家黨的右派偏左。
社会主义左派虽然不常公然鼓吹社会主义，但一般较赞同国家介入市場经济，在社会议题上较激进，如強烈的支持同性婚姻合法化及放寬墮胎限制，意识形态总体趋向于社会民主主义。两大派系都是由在各州党部内活跃的分派系组成，在某些州党部还会有同属一个大派系的多个分派系，这些分派系的政治立场各自稍有不同。因此在全国层面上，两大派系也会依照州籍或其他不同分作分派系。
工党的關聯工會組織也按照派系站队。两大派系各有大工会支持，最大的几个工会一般支持右派，而党内自20世纪后半页以来右派也总体趋于上锋。各大工会不时会改变所支持的派系，而工会的州级机构有时会支持同全国组织不同的派系。在有些议题上，特别是劳资关系法规问题上，所有的工会都会合作，在党内成为统一的派别。
推舉提名候選人的預選投票中党员一般会依照派系投票，但有时无派系候选人会得到特殊照顾。各派系通常会内定把穩得議席分摊，但部分选区仍会有激烈的預選竞争，且经常会有一个派系指控另一派系作弊。有纠纷时，全国执委会负责进行仲裁。

### 工黨青年團
工黨的青少年組織是澳大利亞工黨青年團（英語：Australian Young Labor）。所有26嵗以下的工黨黨員都自動成爲工黨青年團團員。青年團的組織比照黨組織，設團全國執委會、團主席、團書記，在各州和領地設團部，設團部主席和書記。青年團最重要的職責是在大選時期組織團員協助競選活動。此外青年團團部的學生部負責聯絡各大學的工黨俱樂部。

## 澳大利亚工党党魁列表
粗體者為曾任總理的党魁。
1. 克里斯·沃森（1901－1908）（1904年总理）
2. 安德鲁·费希尔（1908－1915）（1908－1909、1910－1913、1914－1915年总理）
3. 比利·休斯 （1915－1916）（1915－1923年总理，1916年被開除黨籍）
4. 弗兰克·都铎 （1916－1922）
5. 马修·查尔顿 （1922－1928）
6. 詹姆斯·斯卡林 （1928－1935）（1929－1932年总理）
7. 约翰·柯廷 （1935－1945）（1941－1945年总理）
8. 班·奇夫利 （1945－1951）（1945－1949年总理）
9. H·V·伊瓦特 （1951－1960）
10. 亚瑟·卡尔韦尔 （1960－1967）
11. 高夫·惠特蘭 （1967－1977）（1972－1975年总理）
12. 比尔·海登 （1977－1983）
13. 鲍勃·霍克 （1983－1991）（1983－1991年总理）
14. 保罗·基廷 （1991－1996）（1991－1996年总理）
15. 金·比兹利 1996－2001
16. 西蒙·克林 2001－2003
17. 马克·莱瑟姆 2003－2005
18. 比兹利 2005－2006 （二次）
19. 陆克文 2006－2010  (2007－2010年总理）
20. 茱莉雅·吉拉德 2010－2013 （2010－2013年总理）
21. 陆克文 2013 （二次）（2013年总理）
22. 比尔·萧藤 2013－2019
23. 安东尼·阿尔巴尼西 2019－（2022年－总理）

## 历史上的分裂列表
- 1894年，工党创始人之一约瑟夫·库克退党，后来出任联邦自由党籍总理。
- 1916年，工党因第一次世界大战中的强制征兵制问题及加入大英帝國軍隊的問題分裂。总理比利·休斯及其他支持征兵制的议员被开除出党，组建国家工党（英語：National Labor Party），后并入澳洲国民党，與鄉村黨日後成為現今的保守派聯盟。同时退党的新州党员威廉·侯曼（英語：William Holman）加入澳洲国民党并任国民党籍州长。
- 1931年，工党在对应大萧条的经济政策问题上发生分裂。部分党员退党后加入国民党，成为澳洲联合党。
- 1955年，工党就共产党议题分裂，天主教背景及保守主義的反共派被开除出党，组建民主工党。